# Nella morsa del ragno - Along Came a Spider
Nella morsa del ragno - Along Came a Spider (Along Came a Spider) è un film del 2001 diretto da Lee Tamahori ed è tratto dal romanzo Ricorda Maggie Rose di James Patterson. Il film è il secondo adattamento cinematografico dei romanzi di Patterson, preceduto da Il collezionista, sempre con Morgan Freeman e seguito dal prequel Alex Cross - La memoria del killer.

## Trama
Durante il tentativo di catturare un serial killer muore la collega dell'investigatore-psicologo Alex Cross e i sensi di colpa lo portano a ritirarsi dal lavoro. Alcuni mesi dopo, Megan, la figlia del senatore Hank Rose, viene rapita a scuola, dove sono presenti agenti dei servizi segreti che sorvegliano i figli di importanti esponenti politici.
Il rapitore Gary Soneji si è infiltrato due anni prima nella scuola per studiare le mosse della bambina ed è diventato un suo insegnante. Soneji, con una telefonata, coinvolge Cross che si trova a lavorare a fianco dell'agente dei servizi segreti Jezzie Flannigan, responsabile del servizio di sicurezza presso la scuola. I servizi segreti, però, brancolano nel buio perché il rapitore non ha lasciato tracce: niente impronte digitali, identità fasulla; neppure il suo aspetto è conosciuto, perché ha sempre indossato una maschera, ma scoprono il luogo dove il rapitore aveva preparato il piano.
Nel frattempo la bambina, tenuta in ostaggio su una barca, tenta di liberarsi innescando un incendio su di essa, ma il piano fallisce. Il rapitore ha in realtà rapito la bambina per arrivare ad un obiettivo ancora più ambizioso: il figlio del primo ministro russo che studia nella stessa classe della figlia del senatore. Fingendosi Megan, attira dunque il bambino fuori dall'ambasciata russa ma quando sta per rapirlo arriva Cross, che aveva intuito la mossa, e riesce a mettere in fuga il rapitore. A questo punto alla polizia viene richiesto un inaspettato riscatto di 10 milioni di dollari in diamanti che viene pagato senza che si abbiano notizie della bambina. Quando il rapitore ritorna alla barca dopo il fallito rapimento all'ambasciata russa, scopre che Megan è sparita. A questo punto va a trovare Cross, ma dopo aver tentato di prendere in ostaggio Jezzie, Cross gli spara con il fucile da caccia vinto a poker dal padre della collega.
Morto il rapitore, cresce anche la paura di non riuscire a trovare viva la bambina, ma Alex Cross ha una formidabile intuizione: dopo aver menzionato i 12 milioni in diamanti, capisce che non è stato Soneji a chiedere il riscatto, in quanto non lo ha corretto sulla cifra esatta, e che quindi c'è un secondo rapitore. Le indagini prendono dunque un'altra piega e controllando i filmati del giorno del rapimento, Cross si rende conto che l'agente Flannigan ha aiutato il rapitore insieme ad uno dei vigilantes della scuola: Ben Devine.
Temendo che Cross scopra della sua complicità nel rapimento, Jezzie si fa scaltramente consegnare i diamanti per poi uccidere lo stesso Ben. La bambina viene tenuta in ostaggio nel granaio di una casa presa in affitto proprio dall'agente Flannigan ed Alex Cross scopre questo luogo ispezionando il computer di Jezzie. Raggiunta l'abitazione, l'agente Cross si imbatte in uno scontro a fuoco con l'agente Flannigan, la quale rimane uccisa, traendo così in salvo la bambina che può essere finalmente riportata dai suoi genitori.